# Stadion 11. lipnja
Stadion 11. lipnja (ara. ملعب 11 يونيو) je višenamjenski stadion u libijskom glavnom gradu Tripoliju te jedan od najvećih stadiona u Africi. Dobio je ime po datumu (11. lipnja 1982.) kada je libijska Vlada zatražila od američkih vojnih snaga na napuste svoju vojnu bazu u Libiji.
Stadion 11. lipnja se uglavnom koristi za nogometne utakmice te manjim dijelom za atletske susrete. Kapacitet stadiona je 65.000 ljudi, od čega je 53.000 sjedećih mjesta. Na tom stadionu libijska nogometna reprezentacija igra svoje kvalifikacijske utakmice za Svjetsko prvenstvo i Afrički Kup nacija kao i prijateljske i ostale međunarodne susrete.
Na stadionu su se igrale utakmice Afričkog Kupa nacija (kao i onome u Bengazi) kada je Libija 1982. godine bila domaćin ovog kontinentalnog turnira. Na njemu je igrano i finale samog turnira na kojem je Gana porazila domaćina boljim izvođenjem jedanaesteraca (7:6) Jedna od većih utakmica koja se igrala na Stadionu 11. lipnja bio je susret finala talijanskog Superkupa između Juventusa i Parme 2002. godine. Juventus je u toj utakmici pobijedio s 2:1.